# أليكس ميلر (سياسي)
أليكس ميلر (بالعبرية: אלכס מילר‏) هو سياسي إسرائيلي، ولد في 4 أبريل 1977 في موسكو في روسيا. نشط حزبياً في حزب إسرائيل بيتنا. وقد انتخب عضو الكنيست ‏ وقد انضم خلال فترته النيابية ‏ (6 أغسطس 2014 – 31 مارس 2015)  للكتلة البرلمانية حزب إسرائيل بيتنا وانتخب عضو الكنيست ‏ وقد انضم خلال فترته النيابية ‏ (24 فبراير 2009 – 5 فبراير 2013)  للكتلة البرلمانية حزب إسرائيل بيتنا وانتخب عضو الكنيست ‏ وقد انضم خلال فترته النيابية ‏ (17 أبريل 2006 – 24 فبراير 2009)  للكتلة البرلمانية حزب إسرائيل بيتنا.